# Nizamabad
Nizamabad är en stad i delstaten Telangana i Indien och är administrativ huvudort för ett distrikt med samma namn. Folkmängden uppgår till cirka 330 000 invånare.